# Municipio de Floyd (condado de Woodbury)
Floyd Township es una subdivisión territorial del condado de Woodbury, Iowa, Estados Unidos. Según el censo de 2020, tiene una población de 836 habitantes.
Es una subdivisión exclusivamente geográfica, por cuanto el estado de Iowa no utiliza la herramienta de los townships como municipios.

## Geografía
La subdivisión está ubicada en las coordenadas 42°25′52″N 96°11′38″O / 42.43111, -96.19389. Según la Oficina del Censo, tiene una superficie de 94.49 km², correspondientes en su totalidad a tierra firme.

## Demografía
Según el censo de 2020, hay 836 personas residiendo en la zona. La densidad de población es de 8.85 hab./km². El 92.0 % de los habitantes son blancos, el 1.1 % son afroamericanos, el 0.5 % son amerindios, el 0.1 % es asiático, el 0.8 % son de otras razas y el 5.5 % son de una mezcla de razas. Del total de la población, el 3.6 % son hispanos o latinos de cualquier raza.